# Hinterbrühl
Hinterbrühl è un comune austriaco di 4 024 abitanti nel distretto di Mödling, in Bassa Austria; ha lo status di comune mercato (Marktgemeinde). Tra il 1938 e il 1954 è stato accorpato alla città di Vienna; nel 1971 ha inglobato i comuni soppressi di Sparbach e Weißenbach bei Mödling.